# Klitorisme
Klitorisme er en langvarig og smertefuld erektion af klitoris. Det er en sjælden tilstand der kan optræde som bivirkning af visse typer medicin. Det mandlige sidestykke benævnes Priapisme.

## Fodnoter
1. ↑  The Psychology of Human Sexuality - Justin J. Lehmiller - Google Böcker